# Zwartewaal
 (mars 2020).
Si vous disposez d'ouvrages ou d'articles de référence ou si vous connaissez des sites web de qualité traitant du thème abordé ici, merci de compléter l'article en donnant les références utiles à sa vérifiabilité et en les liant à la section « Notes et références ».
Zwartewaal est un village situé dans la commune néerlandaise de Brielle, dans la province de la Hollande-Méridionale. Le 1er janvier 2004, le village comptait 1 940 habitants et actuellement 2011.

## Histoire
En 1351, la bataille navale de Zwartewaal s'est déroulée tout proche d'ici.
Dans la nuit du 4 au 5 décembre 1944, une maison sur Meeldijk, une rue du village, a été la cible d'une attaque. Les Allemands ont attaqué les frères Johan et Jan Koene qui se trouvaient à cet endroit. La maison a été encerclée et incendiée. Les deux frères ont été abattus "en fuite". Parmi les trois Italiens cachés dans le bâtiment, Salvatore Scanio et Francesco Concas ont trouvé la mort dans l'incendie; le troisième, Franco di Julio, a réussi à s'échapper et a été aidé par des voisins: il a pu se cacher à nouveau. Les Allemands recherchaient également Anton van der Zee, un membre de la résistance, mais il n'a pas pu être trouvé. En guise de répression, son père et ses deux frères ont été exécutés le 6 décembre 1944 dans les dunes près de Rockanje (de la municipalité de Westvoorne). Après la Seconde Guerre mondiale, une nouvelle maison a été construite, appelée Verwoeste Hoogte.
Zwartewaal a été une commune indépendante jusqu'au 1er janvier 1980, date de son rattachement à Brielle. De 1812 à 1817, Vierpolders avait été rattaché à Zwartewaal.